# Proklamation von Timișoara
Die Proklamation von Timișoara war ein am 11. März 1990 in Timișoara, Rumänien, von führenden Teilnehmern der Rumänischen Revolution 1989 verfasstes Dokument mit dreizehn Punkten. Sie war zum Teil eine Reaktion auf die erste Mineriade, also die Unruhen, bei denen im Januar und Februar 1990 Bergarbeiter aus dem Schil-Tal nach Bukarest zogen, um dort demonstrierende Gegner des Präsidenten Ion Iliescu tätlich anzugreifen.
Die Unterzeichner aus den Reihen der Gesellschaft Timișoara (rumänisch Societatea Timișoara) und anderen Organisationen von Studenten und Arbeitern brachten hierin die liberal-demokratischen Ziele des Geistes der Revolution zum Ausdruck. Die bekannteste Forderung des Dokumentes bildet Punkt 8, in dem eine Sperre für alle Kader der Nomenklatura der ehemaligen Rumänischen Kommunistischen Partei  und Securitate bei der Besetzung von öffentlichen Ämtern für einen Zeitraum von 10 Jahren (oder drei aufeinander folgenden Legislaturperioden) gefordert wurde. Hierbei wurde das Amt des Präsidenten des Landes besonders hervorgehoben. (siehe auch: Lustration).
Das Dokument kritisierte die Front zur Nationalen Rettung (rumänisch Frontul Salvării Naționale, siehe auch: Rat der Front zur Nationalen Rettung) und argumentierte, dass es sich hierbei vor allem um eine kleine Gruppe von kommunistischen Dissidenten handele, die sich dem autoritären Regime von Nicolae Ceaușescu widersetzt und in der Folge die Macht monopolisiert hätte. Die Forderungen lehnten sich an das von dem Philosophen Gabriel Liiceanu in Bukarest im Vorfeld verfasste Manifest Appell an die Schurken (rumänisch Apel către lichele) an.
In der Folge wurde das Dokument von Hunderten von zivilen Vereinigungen anerkannt und empfohlen, und fast 4 Millionen rumänische Bürger unterzeichneten Aufrufe zu Gunsten der Einbeziehung des 8. Punktes in das Wahlgesetz. Diese Punkt war auch eine der zentralen Forderungen der Bukarester Golaniada (von rumänisch golan deutsch Strolch, Ganove), einem von April bis Juni 1990 dauernden Protest der Studenten und Professoren der Universität Bukarest auf dem Universitätsplatz in Bukarest.

## Geschichte

### Inhalt der Proklamation

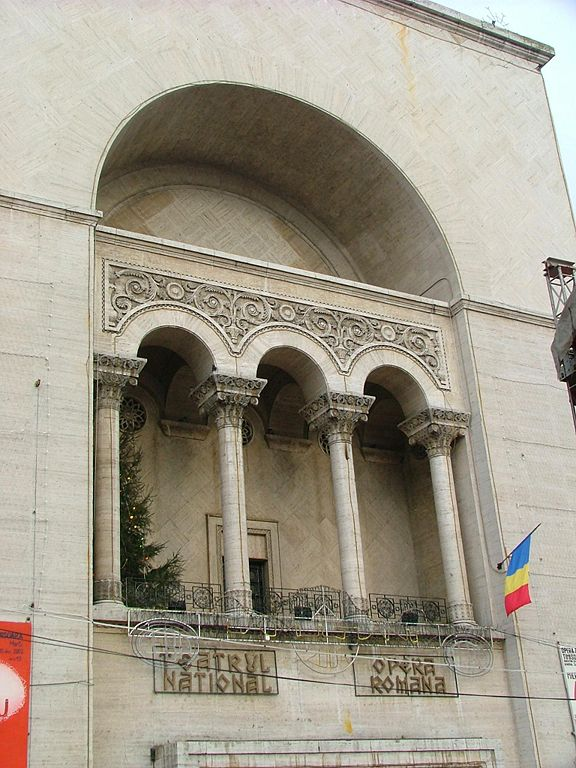
Balkon des Opernhauses in Timișoara, hier wurde die Proklamation zum ersten Mal öffentlich verlesen

Der Text der Proklamation stammte in seiner endgültigen Fassung maßgeblich von dem rumänischen Akademiker, Journalisten und späteren christ-demokratischen Politiker George Șerban. Șerban war seinerseits von seiner Mitarbeiterin Alexandra Indrieș inspiriert, einer einflussreichen  Intellektuellen und vormaligen politischen Gefangenen der 1950er Jahre.
Die Proklamation wurde vom Balkon des Opernhauses Timișoara am Piața Operei durch Șerban verlesen. Eines der Anliegen des Dokumentes war die ausdrückliche Verurteilung des Kommunismus. Der Text betonte die Solidarität mit allen Volksschichten und wandte sich gegen die gängige Herrschaftspraxis kommunistischer Regime der gegenseitigen Aufhetzung sozialer Klassen.
Obwohl auch dem Verlangen Ausdruck gegeben wurde, nicht die westlichen kapitalistischen Systeme mit ihren „Mängeln und Rechtswidrigkeiten“ nachzuahmen, sprach sich die Proklamation für die Privatisierung und sofortige Investitionen in Bereichen wie dem Gesundheitswesen aus, nicht letztendlich zur Vermeidung von drohender Inflation. Auch wurde die Bereitschaft Timișoaras zur Akzeptanz von Marktwirtschaft, Dezentralisierung und ausländischem Kapital betont und die Eröffnung einer Außenhandelsbank in der Stadt vorgeschlagen.
Im Text wurde die Hoffnung ausgedrückt, dass Angehörige der rumänischen Diaspora, die das Land unter dem kommunistischen Regime verlassen hatten, wieder in ihr Heimatland zurückkehren und einen Beitrag zur Gesellschaft leisten würden, obwohl ein Teil der Öffentlichkeit „die Rückkehrer aus dem Exil, aufgewiegelt von zwielichtigen Kräften, als Verräter bezeichnen“ würde.
Weiterhin riefen die Verfasser der Proklamation zur Solidarität zwischen den Ethnien auf und lehnten dabei alle Formen des Chauvinismus ab. Hierbei führten sie Timișoara als beispielhaft für Toleranz und gegenseitige Achtung an, „da dies die einzigen Prinzipien sind, die im zukünftigen Haus Europas herrschen werden“. Ebenso befürworten sie ein auf freien Wahlen basierendes Mehrparteiensystem, wobei sie jedoch links- und rechtsradikale Gruppierungen explizit ausschlossen. Das Dokument weist spezifisch darauf hin, dass sich die Rumänische Kommunistische Partei durch Aktionen wie Massenmord vor der Gesellschaft diskreditiert habe. Die Aktivisten der Kommunistischen Partei hätten schon 1979 Feigheit gezeigt, als sie sich Constantin Pârvulescus offenem Ungehorsam gegenüber Ceaușescu nicht angeschlossen hatten.
Das Dokument missbilligte Versuche von Gruppen, die an einem Wiedererstarken des Kommunismus interessiert waren, die labile Stimmung innerhalb der indoktrinierten Bevölkerung gegen die neu entstehenden, aber trotzdem geschichtsträchtigen Oppositionsparteien zu schüren, so die Partidul Național-Țărănesc (siehe auch: Partidul Național Țărănesc Creștin Democrat) und die Partidul Național Liberal, und zeigte anhand von Beispielen Versuche auf, mit denen die öffentliche Stimmung durch stalinistische Parolen angeheizt werden sollte.
Die Autoren der Proklamation waren Experten auf dem Gebiet marxistischer Theorien; Șerban selbst war für einige Zeit Professor für Marxismus an der Polytechnischen Universität Timișoara. Viele ihrer radikalen sozialen und wirtschaftlichen Ziele wie auch der moralische Diskurs zu den Forderungen in Punkt 8 beruhten auf der Basis dieses Fachwissens. Mit seiner Proklamation identifizierte Șerban kommunistische Praktiken und prangerte diese an. Persönlich sah er den Punkt 8 jedoch im „marxistischen  Historizismus“ verwurzelt und als den Versuch der Aufnötigung eines Moralkodexes während einer Zeit, die viele Kompromisse notwendig machte.
Ein weiteres Anliegen der Erklärung war ein Gegenvorschlag zum Datum des zu bestimmenden Nationalfeiertages. Entgegen dem zur Diskussion stehenden 22. Dezember, also das Datum des Revolutionssieges in Bukarest 1989, regten die Verfasser den 16. Dezember an, also den Tag des Ausbruchs der Revolution in Timișoara, in Anlehnung an den Nationalfeiertag in Frankreich, den Tag des Sturms auf die Bastille. Letztendlich wurde jedoch in der neuen Verfassung Rumäniens von 1991 der 1. Dezember zum Feiertag erhoben, der Tag der großen Vereinigung von 1918 (rumänisch Marea Unire din 1918).

### Auswirkungen
Die Proklamation von Timișoara bewirkte nicht umgehend die erwünschte Umgestaltung der Wahlmodalitäten, so fanden im Mai 1990 die Präsidentschaftswahl und die Parlamentswahl ohne die geforderte Lustration statt. Nach den Wahlen wurde die Frontul Salvării Naționale mit der Regierungsbildung beauftragt, und der ehemalige kommunistische Funktionär Ion Iliescu im Amt des Präsidenten bestätigt.
Trotz des Resultates setzten die Teilnehmer der Golaniada ihren Protest auf dem Bukarester Universitätsplatz zwar in reduziertem Umfang fort, aber unterstützten so weiter die Proklamation. In einem vorangehenden Streitgespräch mit den Demonstranten argumentierte Iliescu, dass die Proklamation voraussichtlich „eine gefährliche Hexenverfolgung“ verursachen werde. Die Anführer der Proteste wiesen dies zurück und verwiesen darauf, dass die Proklamation nicht eine Bestrafung, sondern eine unbefleckte politische Repräsentation fordern würde. Interventionen zur Auflösung der Demonstration durch die rumänische Polizei (rumänisch Poliția Română) wurden heftig kritisiert. Nach der Ankunft von Bergarbeitern aus dem Schil-Tal trieben diese die Kundgebung gewaltsam auseinander.

### Bewertung
In der Literatur wird der geringe Erfolg der Proklamationsbewegung sowohl mit dem Widerstand der weiterhin bestehenden kommunistischen Seilschaften als auch mit der besonderen Stellung Timișoaras im Vergleich mit dem Rest des Landes erklärt.
Der rumänische Historiker Victor Neumann äußerte sich zu den schon während der Revolution zu beobachtenden Kontrasten im Land, als nur einige Städte wie Arad, Lugoj, Sibiu, Cluj, Brașov, Bukarest und Iași neben Timișoara gegen die bestehenden Verhältnisse rebelliert hätten. Er führte dieses Muster auf politische, ökonomische und soziale Unterschiede zwischen den diversen Gegenden Rumäniens zurück, die auch in der postkommunistischen Ära Fortbestand gehabt hätten. Enikő Baga nimmt hiervon jedoch den um Timișoara liegenden Kreis Timiș aus.
Steven D. Roper, Professor der Politik, wies im Zusammenhang mit dem die Proklamation durchziehenden „multi-ethnischen Geist der Revolution“ auf die Wiederbelebung des Nationalismus in Rumänien hin, die nur eine Woche nach der Proklamation zu blutigen Ausschreitungen zwischen ethnischen Rumänen und Ungarn in Târgu Mureș und der Gründung der Partidul Unității Națiunii Române (deutsch Nationale Rumänische Einheitspartei) führte. Zu dieser Zeit beschuldigte die Frontul Salvării Naționale die Autoren der Proklamation des Versuches zur Erlangung politischer Autonomie für das Banat.

## Lustrationsgesetz
Repräsentanten der Partidul Național Țărănesc (PNȚ) und der Partidul Național Liberal (PNL) plädierten im rumänischen Parlament für ein Gesetz zur Lustration, gegen die Opposition der regierenden Frontul Salvării Naționale, der späteren Partidul Social Democrat.
1996 gewann die Convenția Democrată Română (der Zusammenschluss der Partidul Național Țărănesc mit der Partidul Național Liberal und anderen politischen Gruppierungen) die Parlamentswahlen. George Șerban, nun Mitglied der rumänischen Abgeordnetenkammer, regte dort am 27. Mai 1999 eine Initiative zur Umsetzung des achten Punktes in die Gesetzgebung an. Allerdings spielte der neu gewählte Präsident Emil Constantinescu den Punkt 8 der Proklamation herunter und betonte seine Überzeugung, dass dieser Punkt „nicht länger zutreffend sei“.
Der Gesetzentwurf wurde im Justizausschuss der Kammer in den folgenden sieben Monaten debattiert, und viele der vorgeschlagenen Bestimmungen wurden letztendlich abgelehnt. Auch  Ministerpräsident Mugur Isărescu sprach sich gegen den achten Punkt aus, und nach der Parlamentswahl im Jahre 2000 stimmte die neue Mehrheit der Partidul Social Democrat im Februar 2001 gegen den Gesetzentwurf. Șerban starb bereits Ende Dezember 1998. Nach der Meinung einiger Kommentatoren wurde der Gesetzvorschlag absichtlich behindert. Die Zeitung Evenimentul Zilei deutete an, dass der Vorsitzende der Justizkommission, der Sozialdemokrat Dan Marțian, für das Scheitern verantwortlich gewesen sei, da seine Position durch das Lustrationsgesetz gefährdet worden wäre.
Aus den Parlamentswahlen von 2004 ging die Alianța Dreptate și Adevăr (deutsch Allianz für Gerechtigkeit und Wahrheit, bestehend aus der Partidul Național Liberal und Partidul Democrat) siegreich hervor. In der Folge wurde die Lustration erneut im Parlament debattiert und brachte zwei Gesetzentwürfe hervor. Der erste Entwurf unter der Federführung von Cozmin Gușă, Lavinia Șandru und Aurelian Pavelescu der Partidul Inițiativa Națională verlangte eine permanente Anwendung der Lustration bei allen Personen, die unter dem kommunistischen Regime ein öffentliches Amt bekleidet hatten, und wurde im November 2005 vom rumänischen Senat abgelehnt.
Der zweite Entwurf, der unter der Leitung von Adrian Cioroianu, Mona Muscă, Viorel Oancea, und Mihăiță Calimente von der Partidul Național Liberal zu Stande kam, und auch durch die Asociația Foștilor Deținuți Politici din România deutsch Gesellschaft der ehemaligen politischen Gefangenen Rumäniens und dessen Präsidenten Constantin Ticu Dumitrescu Unterstützung fand, beschränkte sich auf in der Kommunistischen Partei Rumäniens und der Uniunea Tineretului Comunist (deutsch Union der kommunistischen Jugend) aktiv gewesene Kader und wurde letztendlich Anfang April 2006 vom Senat verabschiedet.

### Bewertung
Zur Zeit der Vorlage des Gesetzes im Parlament hatte Cioroianu ausgeführt, dass „das Gesetz ein wirklicher moralischer Test für die politischen Parteien sein wird“.
Der britische Historiker Dennis Deletant bemerkte, dass die Lustration eigentlich mit der Notwendigkeit der Veröffentlichung der Securitate-Akten verknüpft sei, die in der Verwahrung des Nationalen Rates für das Studium der Archive der Securitate und des rumänischen Geheimdienstes Serviciul Român de Informații liegen. Er verglich diese Vorgänge mit den Vorgehensweisen in drei anderen ehemaligen Ostblockstaaten (Polen, Tschechien und Ungarn) und stellte einen offensichtlichen Verzug der rumänischen Aufarbeitung fest. Hans-Heinrich Rieser sprach in diesem Zusammenhang von einem „retardierenden Transformationsprozess bis 1996, der das Land, gemessen an den Möglichkeiten und verglichen zu anderen Transformationsländern, um Jahre zurückwarf“.
Die Historiker Carola Sachse, Regina Fritz und Edgar Wolfrum bemerkten, dass bis 2006 in Rumänien „ein entscheidender Schritt noch nicht vollzogen wurde – der offen ausgesprochene Bruch mit dem alten Regime“. Die Zeitungen Agenda Zilei und  Renașterea bănăţeană drückten in ihren Artikeln vom 12. März 2008 ihr Bedauern darüber aus, dass „auch so lange nach ihrer Geburt die in der Proklamation geforderten Punkte weit davon entfernt sind sich zu verwirklichen“.
Der preisgekrönte Dokumentarfilm Rumänien – Die ewige Revolution aus der Reihe Balkan Express kam 20 Jahre nach dem Umsturz zu dem Schluss, dass „die kommunistische Vergangenheit heute kaum mehr jemanden zu interessieren scheint. Die Revolution in Rumänien findet im Kleinen noch immer statt und wird noch lange dauern“.
Die Zeitung România libera schrieb 2010, dass Rumänien „seinen Start verpatzt“ habe, „weil die Parlamentarier niemals eine Lustration akzeptieren wollten, sondern lieber den Geheimdienst anstelle der Wirtschaft privatisiert“ hätten. „20 Jahre nach der Proklamation von Timișoara“ sei „die moralische Bilanz entmutigend“.